# Sítio Novo
Sítio Novo este un oraș în unitatea federativă Maranhão (MA), Brazilia.